# X-Road
X-Road est une couche d'échange de données (Data Exchange Layer) entre des systèmes d'information.
Les organisations peuvent échanger des informations par Internet à l'aide de X-Road pour garantir la confidentialité, l'intégrité et l'interopérabilité entre les parties prenantes de l'échange de données. 
X-Road est administrée de manière centralisée mais distribuée,.  Les organisations peuvent échanger des informations sur Internet en utilisant X-Road pour assurer la confidentialité, l'intégrité et l'interopérabilité entre les parties à l'échange de données.

## Histoire
La première itération X-Road a été développée et lancée en Estonie par l'Information System Authority (RIA) en 2001. Les codes sources de ses composants centraux ont été publiés le 3 octobre 2016 sous licence MIT.  En 2017, la Finlande et l'Estonie ont créé le Nordic Institute for Interoperability Solutions (NIIS) pour poursuivre le développement du noyau X-Road. Le 7 février 2018, les systèmes de Finlande et de l'Estonie étaient reliées entre eux. Début février 2021, le Mexique adopte le système sous le nom de XRoadTiMexico.